# Morti nel 1894
| Questa pagina contiene informazioni ricavate automaticamente dalle voci biografiche con l'ausilio del template Bio e di un bot. L'aggiornamento è periodico e automatico e ricostruisce completamente la pagina. Se manca una persona in questa lista, sei pregato di non aggiungerla, ma accertati piuttosto che la sua voce biografica contenga il template Bio e che i dati anagrafici siano correttamente compilati. Se il template Bio manca, inseriscilo tu stesso o, in alternativa, metti l'avviso {{tmp\|Bio}} che ne segnala la mancanza. Se i dati riportati sono sbagliati, correggi direttamente la voce biografica; le modifiche saranno visibili in questa lista entro pochi giorni. Per chiarimenti vedi il progetto biografie. La lista contiene solo le 366 persone che sono citate nell'enciclopedia e per le quali è stato implementato correttamente il template Bio. Pagina aggiornata al 18 ago 2025. |

## Gennaio(36)
- 1º gennaio - Heinrich Rudolf Hertz, fisico tedesco (n. 1857)
- 1º gennaio - Edmond Modeste Lescarbault, medico e astronomo francese (n. 1814)
- 3 gennaio - Elizabeth Peabody, educatrice e scrittrice statunitense (n. 1804)
- 4 gennaio - Alberto Errera, patriota e storico italiano (n. 1842)
- 4 gennaio - Jean-Joseph Faict, vescovo cattolico belga (n. 1813)
- 4 gennaio - Karl von Hasenauer, architetto austriaco (n. 1833)
- 5 gennaio - Justus Carl Hasskarl, botanico e esploratore tedesco (n. 1811)
- 6 gennaio - Alerino Como, politico italiano (n. 1818)
- 9 gennaio - Ambroise Delachenal, politico francese (n. 1808)
- 11 gennaio - César Daly, architetto francese (n. 1811)
- 11 gennaio - Giulio Rezasco, storico e politico italiano (n. 1813)
- 13 gennaio - Ottavio Coletti, ingegnere e militare italiano (n. 1823)
- 13 gennaio - Nadežda Filaretovna von Meck, mecenate russa (n. 1831)
- 13 gennaio - William Waddington, politico, archeologo e numismatico francese (n. 1826)
- 16 gennaio - Domenico Marincola Pistoia, storico, politico e patriota italiano (n. 1818)
- 17 gennaio - Domenico Ghirardelli, imprenditore italiano (n. 1817)
- 17 gennaio - Benjamin Waterhouse Hawkins, scultore britannico (n. 1807)
- 19 gennaio - Piet Paaltjens, predicatore, scrittore e poeta olandese (n. 1835)
- 20 gennaio - Émile Mellinet, generale e politico francese (n. 1798)
- 20 gennaio - Paolo Salviati, fotografo italiano (n. 1818)
- 20 gennaio - Leopold von Schrenck, zoologo, geografo e etnografo russo (n. 1826)
- 21 gennaio - Vojislav Ilić, poeta serbo (n. 1862)
- 21 gennaio - Guillaume Lekeu, compositore belga (n. 1870)
- 22 gennaio - Hendrik Beyaert, architetto belga (n. 1823)
- 23 gennaio - Carlo Verga, prefetto e politico italiano (n. 1814)
- 24 gennaio - Martin Čulen, insegnante, patriota e presbitero slovacco (n. 1823)
- 24 gennaio - Constance Fenimore Woolson, scrittrice statunitense (n. 1840)
- 24 gennaio - Nicolò Massa, compositore, pianista e direttore d'orchestra italiano (n. 1854)
- 24 gennaio - Alexander von Middendorf, zoologo e esploratore russo (n. 1815)
- 26 gennaio - Ilario Alibrandi, giurista italiano (n. 1823)
- 27 gennaio - Edmund Zichy, nobile e politico ungherese (n. 1811)
- 28 gennaio - Pierre-Jules Cavelier, scultore francese (n. 1814)
- 28 gennaio - Nicola III Esterházy, nobile ungherese (n. 1817)
- 28 gennaio - August Hirsch, medico tedesco (n. 1817)
- 30 gennaio - Moritz Abraham Stern, matematico tedesco (n. 1807)
- 31 gennaio - Cosimo Fabbri, politico italiano (n. 1836)

## Febbraio(31)
- 1º febbraio - Bendt Lindhardt, politico danese (n. 1804)
- 1º febbraio - Luigi Serafini, cardinale e vescovo cattolico italiano (n. 1808)
- 2 febbraio - Hans Herzog, generale svizzero (n. 1819)
- 2 febbraio - Marco Mortara, rabbino e insegnante italiano (n. 1815)
- 3 febbraio - Angelo Dessiglioli, organaro italiano (n. 1817)
- 3 febbraio - Auguste Vaillant, anarchico francese (n. 1861)
- 6 febbraio - Theodor Billroth, medico tedesco (n. 1829)
- 6 febbraio - Maria Deraismes, scrittrice e giornalista francese (n. 1828)
- 6 febbraio - Père Tanguy, mercante d'arte e collezionista d'arte francese (n. 1825)
- 7 febbraio - Johannes Dümichen, egittologo tedesco (n. 1833)
- 7 febbraio - Adolphe Sax, inventore belga (n. 1814)
- 8 febbraio - Robert Michael Ballantyne, scrittore britannico (n. 1825)
- 8 febbraio - Maxime Du Camp, scrittore e fotografo francese (n. 1822)
- 9 febbraio - Evgenij Karlovič Albrecht, violinista russo (n. 1842)
- 11 febbraio - Emilio Arrieta, compositore spagnolo (n. 1823)
- 12 febbraio - Hans von Bülow, direttore d'orchestra, pianista e compositore tedesco (n. 1830)
- 12 febbraio - Casimiro Sperino, politico italiano (n. 1812)
- 14 febbraio - Myra Bradwell, avvocata, editrice e attivista statunitense (n. 1831)
- 14 febbraio - Eugène Charles Catalan, matematico belga (n. 1814)
- 17 febbraio - Benoît-Hermogaste Molin, pittore francese (n. 1810)
- 19 febbraio - Francisco Asenjo Barbieri, compositore e musicista spagnolo (n. 1823)
- 19 febbraio - Giuseppe Desimone, politico e magistrato italiano (n. 1811)
- 19 febbraio - Camillo Sivori, violinista e compositore italiano (n. 1815)
- 21 febbraio - Gustave Caillebotte, pittore francese (n. 1848)
- 21 febbraio - Maria Enrichetta Dominici, religiosa italiana (n. 1828)
- 22 febbraio - Damiano Muoni, storico e numismatico italiano (n. 1820)
- 23 febbraio - Simone Cuccia, avvocato, sociologo e politico italiano (n. 1841)
- 25 febbraio - Steele MacKaye, attore teatrale e inventore statunitense (n. 1842)
- 27 febbraio - Damiano Assanti, patriota, politico e prefetto italiano (n. 1809)
- 27 febbraio - Hilarión Daza Groselle, politico boliviano (n. 1840)
- 27 febbraio - Matthew George Easton, scrittore scozzese (n. 1823)

## Marzo(27)
- 1º marzo - John G. Downey, politico irlandese (n. 1827)
- 2 marzo - Prospero Balbo di Vinadio, militare e insegnante italiano (n. 1824)
- 2 marzo - Domenico Pasquale Cambiaso, pittore italiano (n. 1811)
- 2 marzo - Jubal Anderson Early, avvocato e generale statunitense (n. 1816)
- 2 marzo - Joseph Whittaker, botanico inglese (n. 1813)
- 5 marzo - Federico Schiavoni, geodeta italiano (n. 1810)
- 6 marzo - Federico Martini, ammiraglio e politico italiano (n. 1820)
- 6 marzo - Donato Partini, fantino italiano (n. 1822)
- 9 marzo - Tomaso Luciani, patriota italiano (n. 1818)
- 9 marzo - Francesco Ricci Paracciani, cardinale italiano (n. 1830)
- 9 marzo - Léon-Benoit-Charles Thomas, cardinale e arcivescovo cattolico francese (n. 1826)
- 10 marzo - Francesco Scipione Fapanni, letterato, storico e epigrafista italiano (n. 1810)
- 13 marzo - John Inglis, funzionario britannico (n. 1820)
- 14 marzo - Pompeo Bariola, militare e politico italiano (n. 1824)
- 14 marzo - Luigi Boldrini, patriota, giornalista e politico italiano (n. 1828)
- 14 marzo - Idelphonse Favé, militare e scrittore francese (n. 1812)
- 14 marzo - Elisabetta del Liechtenstein, principessa austriaca (n. 1832)
- 14 marzo - Gaetano Osculati, esploratore e naturalista italiano (n. 1808)
- 16 marzo - Eliodoro Lombardi, poeta e scrittore italiano (n. 1834)
- 19 marzo - Karl von Blaas, pittore austriaco (n. 1815)
- 20 marzo - Aimé-Louis Champollion, storico, bibliotecario e archivista francese (n. 1813)
- 20 marzo - Lajos Kossuth, politico e rivoluzionario ungherese (n. 1802)
- 24 marzo - Verney Lovett Cameron, esploratore britannico (n. 1844)
- 24 marzo - Illarion Michajlovič Prjanišnikov, pittore russo (n. 1840)
- 26 marzo - Alfred H. Colquitt, politico e generale statunitense (n. 1824)
- 28 marzo - Julius Helfft, pittore tedesco (n. 1818)
- 31 marzo - William Robertson Smith, antropologo e storico delle religioni scozzese (n. 1846)

## Aprile(35)
- 1º aprile - Remigio Morales Bermúdez, politico peruviano (n. 1836)
- 2 aprile - Charles Brown-Sequard, fisiologo e neurologo britannico (n. 1817)
- 2 aprile - Jeanne Deroin, giornalista e attivista francese (n. 1805)
- 2 aprile - Achille Vianelli, pittore e incisore italiano (n. 1803)
- 3 aprile - Carlo Usigli, scacchista italiano (n. 1812)
- 4 aprile - Giuseppe Benedetto Dusmet, cardinale e arcivescovo cattolico italiano (n. 1818)
- 4 aprile - Giovanni Vidari, avvocato e politico italiano (n. 1821)
- 5 aprile - Friedrich Wilhelm Weber, poeta e politico tedesco (n. 1813)
- 6 aprile - Tommaso Albarella, patriota italiano (n. 1819)
- 7 aprile - Rashid I bin Maktum, sovrano emiratino
- 8 aprile - Alexis Gaudin, fotografo francese (n. 1816)
- 8 aprile - Gustav Overbeck, diplomatico e avventuriero tedesco (n. 1830)
- 11 aprile - Constantin Lipsius, architetto tedesco (n. 1832)
- 12 aprile - Joseph Vigier, fotografo francese (n. 1821)
- 13 aprile - Baldassarre Boncompagni, matematico e storico della scienza italiano (n. 1821)
- 13 aprile - David Dudley-Field, avvocato statunitense (n. 1805)
- 13 aprile - Philipp Spitta, musicologo e insegnante tedesco (n. 1841)
- 14 aprile - Adolf Friedrich von Schack, scrittore e poeta tedesco (n. 1815)
- 14 aprile - Henry Warner Slocum, generale e politico statunitense (n. 1827)
- 15 aprile - Jean Charles Galissard de Marignac, chimico svizzero (n. 1817)
- 15 aprile - Placido Mossello, pittore italiano (n. 1835)
- 17 aprile - Antonio Francisco Coronel, politico messicano (n. 1817)
- 17 aprile - Angelo Martinengo di Villagana, politico e avvocato italiano (n. 1833)
- 18 aprile - Alessandro Mazzucchetti, ingegnere italiano (n. 1824)
- 19 aprile - Gemma Luziani, pianista italiana (n. 1867)
- 21 aprile - Corrado da Parzham, religioso tedesco (n. 1818)
- 22 aprile - Kostas Krystallis, scrittore e poeta greco (n. 1868)
- 22 aprile - Jules Lagneau, insegnante e filosofo francese (n. 1851)
- 22 aprile - Alexander Schmidt, fisiologo tedesco (n. 1831)
- 25 aprile - Antonio Arcieri, politico italiano (n. 1819)
- 27 aprile - Birdsill Holly, ingegnere meccanico statunitense (n. 1820)
- 27 aprile - Charles Laval, pittore francese (n. 1862)
- 27 aprile - Ernest Slingeneyer, pittore belga (n. 1820)
- 29 aprile - Giuseppe Battaglini, matematico italiano (n. 1826)
- 30 aprile - Frank Hatton, politico statunitense (n. 1846)

## Maggio(18)
- 2 maggio - Pietro Abbà Cornaglia, compositore italiano (n. 1851)
- 4 maggio - Vincenzo Julia, poeta, filosofo e letterato italiano (n. 1838)
- 5 maggio - Tommaso Simonelli, avvocato e politico italiano
- 6 maggio - Elizaveta Nikolaevna Zubova, attivista russa (n. 1833)
- 6 maggio - Elizabeth Hayes, religiosa britannica (n. 1823)
- 6 maggio - Amalia di Sassonia-Coburgo-Koháry, principessa tedesca (n. 1848)
- 8 maggio - Gisèle d'Estoc, scrittrice, giornalista e pittrice francese (n. 1845)
- 8 maggio - Clara Fey, religiosa tedesca (n. 1815)
- 11 maggio - Alexander Wittek, architetto e scacchista austro-ungarico (n. 1852)
- 12 maggio - Ekaterina Michajlovna Romanova, russa (n. 1827)
- 13 maggio - Luigi Ferrari, scultore italiano (n. 1810)
- 16 maggio - Adolfo Bartoli, letterato italiano (n. 1833)
- 16 maggio - Amalia Bettini, attrice teatrale italiana (n. 1809)
- 16 maggio - Kitamura Tōkoku, poeta e critico letterario giapponese (n. 1868)
- 18 maggio - Scipione Vannutelli, pittore italiano (n. 1833)
- 21 maggio - Émile Henry, anarchico francese (n. 1872)
- 23 maggio - Brian Houghton Hodgson, etnologo e naturalista inglese (n. 1800)
- 29 maggio - Fabio Nannarelli, poeta, patriota e traduttore italiano (n. 1825)

## Giugno(21)
- 3 giugno - Karl Eduard Zachariae von Lingenthal, giurista e storico tedesco (n. 1812)
- 4 giugno - Wilhelm G.F. Roscher, storico e economista tedesco (n. 1817)
- 7 giugno - Hasan I del Marocco, sultano marocchino (n. 1836)
- 7 giugno - William Dwight Whitney, linguista, filologo e lessicografo statunitense (n. 1827)
- 9 giugno - Friedrich Louis Dobermann, allevatore tedesco (n. 1834)
- 10 giugno - Federico de Madrazo, pittore spagnolo (n. 1815)
- 10 giugno - Ferdinando Ranalli, letterato, storico e critico letterario italiano (n. 1813)
- 13 giugno - Filippo Coletti, baritono italiano (n. 1811)
- 13 giugno - Nikolaj Nikolaevič Ge, pittore russo (n. 1831)
- 13 giugno - Giovanni Nicotera, politico e patriota italiano (n. 1828)
- 15 giugno - Valentine Ball, geologo e ornitologo irlandese (n. 1843)
- 16 giugno - Gabriello Lancelotto Castelli di Torremuzza, imprenditore e politico italiano (n. 1809)
- 18 giugno - Albin Dunajewski, cardinale e vescovo cattolico polacco (n. 1817)
- 19 giugno - Carlo Ludovico Visconti, archeologo italiano (n. 1818)
- 22 giugno - Alexandre Antonin Taché, missionario e arcivescovo cattolico canadese (n. 1823)
- 23 giugno - Marietta Alboni, contralto italiano (n. 1826)
- 23 giugno - Władysław Czartoryski, nobile, diplomatico e filantropo polacco (n. 1828)
- 24 giugno - George Peter Alexander Healy, pittore statunitense (n. 1808)
- 25 giugno - Marie François Sadi Carnot, politico francese (n. 1837)
- 25 giugno - Egisto Paolo Fabbri, imprenditore, banchiere e mecenate italiano (n. 1828)
- 27 giugno - Eliya XIV Abulyonan (n. 1840)

## Luglio(24)
- 1º luglio - Giuseppe Bandi, patriota, scrittore e giornalista italiano (n. 1834)
- 1º luglio - Jean-Joseph Carriès, scultore francese (n. 1855)
- 1º luglio - Julius van Zuylen van Nijevelt, politico e diplomatico olandese (n. 1819)
- 5 luglio - Austen Henry Layard, archeologo, diplomatico e politico britannico (n. 1817)
- 9 luglio - Juventino Rosas, compositore e violinista messicano (n. 1868)
- 12 luglio - Enrico Pio di Borbone, nobile spagnolo (n. 1848)
- 15 luglio - Bruno Piglhein, pittore tedesco (n. 1848)
- 16 luglio - Edouard André, politico, mecenate e collezionista d'arte francese (n. 1833)
- 17 luglio - Francesco Carchidio Malavolti, militare italiano (n. 1861)
- 17 luglio - Charles Marie René Leconte de Lisle, poeta, traduttore e critico letterario francese (n. 1818)
- 20 luglio - Michele Lessona, zoologo, scrittore e politico italiano (n. 1823)
- 20 luglio - Ephraim Willard Burr, politico statunitense (n. 1809)
- 21 luglio - Frederick Low, politico statunitense (n. 1828)
- 22 luglio - Thomas Taylour, III marchese di Headfort, politico irlandese (n. 1822)
- 23 luglio - Heinrich Brunn, archeologo tedesco (n. 1822)
- 24 luglio - Luigi La Porta, patriota, politico e militare italiano (n. 1830)
- 25 luglio - Aristodemo Ficalbi, ingegnere e politico italiano (n. 1821)
- 25 luglio - Adolfo Pick, pedagogista italiano (n. 1829)
- 27 luglio - Sebastian Altmann, architetto tedesco (n. 1827)
- 27 luglio - Alessandro Pernati di Momo, politico e magistrato italiano (n. 1808)
- 29 luglio - Guglielmo Francesco d'Asburgo-Teschen, nobile austriaco (n. 1827)
- 29 luglio - Louis Martin, francese (n. 1823)
- 30 luglio - Walter Pater, saggista e critico letterario inglese (n. 1839)
- 31 luglio - Carlo Felice Biscarra, pittore, critico d'arte e archeologo italiano (n. 1823)

## Agosto(26)
- 1º agosto - Joseph Holt, politico e militare statunitense (n. 1807)
- 3 agosto - George Inness, pittore statunitense (n. 1825)
- 4 agosto - Lucy Madox Brown, pittrice, modella e scrittrice inglese (n. 1843)
- 5 agosto - Giovanni Muzzioli, pittore italiano (n. 1854)
- 6 agosto - Austin Blair, politico statunitense (n. 1818)
- 6 agosto - Auguste Cain, scultore francese (n. 1822)
- 7 agosto - Nick Ross, calciatore scozzese (n. 1862)
- 11 agosto - Manuel Colmeiro y Penido, economista, storico e politico spagnolo (n. 1818)
- 12 agosto - Varvara Nikolaevna Batjuškova, rivoluzionaria russa (n. 1852)
- 14 agosto - John Quincy Adams II, avvocato e politico statunitense (n. 1833)
- 14 agosto - Elliott Bulloch Roosevelt, politico statunitense (n. 1860)
- 14 agosto - Virginia Minor, attivista statunitense (n. 1824)
- 16 agosto - Sante Caserio, anarchico italiano (n. 1873)
- 18 agosto - Carlo Boni, naturalista e archeologo italiano (n. 1830)
- 21 agosto - Giacomo Durando, generale e politico italiano (n. 1807)
- 21 agosto - Victoire Rasoamanarivo, beata malgascia (n. 1848)
- 22 agosto - Friedrich Heinrich Bidder, fisiologo e anatomista tedesco (n. 1810)
- 24 agosto - Ranald MacDonald, avventuriero, insegnante e esploratore statunitense (n. 1824)
- 24 agosto - Joaquim Pedro de Oliveira Martins, politico, storico e filosofo portoghese (n. 1845)
- 25 agosto - Filippo Biganzoli, scultore italiano (n. 1823)
- 25 agosto - Celia Thaxter, poetessa e scrittrice statunitense (n. 1835)
- 26 agosto - Tāwhiao, sovrano neozelandese
- 27 agosto - Heinrich Keil, filologo classico tedesco (n. 1822)
- 28 agosto - William Keppel, VII conte di Albemarle, nobile, ufficiale e politico inglese (n. 1832)
- 28 agosto - Francesco Netti, pittore e letterato italiano (n. 1832)
- 31 agosto - Enrico Bianchetti, archeologo, storico e fotografo italiano (n. 1834)

## Settembre(21)
- 1º settembre - Nathaniel Banks, politico e generale statunitense (n. 1816)
- 1º settembre - Boston Corbett, militare statunitense (n. 1832)
- 4 settembre - Salesio Balsano, politico italiano (n. 1819)
- 4 settembre - Edward Augustus Inglefield, ammiraglio e pittore britannico (n. 1820)
- 5 settembre - George Stoneman, generale e politico statunitense (n. 1822)
- 7 settembre - León Abadías y Santolaria, pittore spagnolo (n. 1842)
- 7 settembre - Francesco Antonio Santori, prete, poeta e drammaturgo italiano (n. 1819)
- 8 settembre - Hermann von Helmholtz, medico, fisiologo e fisico tedesco (n. 1821)
- 8 settembre - Luigi Filippo Alberto d'Orléans, nobile e politico francese (n. 1838)
- 9 settembre - Heinrich Karl Brugsch, archeologo e egittologo tedesco (n. 1827)
- 11 settembre - Pío Pico, politico statunitense (n. 1801)
- 13 settembre - Emmanuel Chabrier, compositore e pianista francese (n. 1841)
- 13 settembre - Upilio Faimali, circense italiano (n. 1824)
- 15 settembre - Ariodante Fabretti, patriota, storico e politico italiano (n. 1816)
- 17 settembre - Deng Shichang, ammiraglio cinese (n. 1849)
- 18 settembre - Rafael Núñez, politico colombiano (n. 1825)
- 20 settembre - Giovanni Battista de Rossi, archeologo e epigrafista italiano (n. 1822)
- 20 settembre - Heinrich Hoffmann, psichiatra e scrittore tedesco (n. 1809)
- 21 settembre - Luigi Zini, prefetto, magistrato e politico italiano (n. 1821)
- 27 settembre - Timoleone Raimondi, vescovo cattolico e missionario italiano (n. 1827)
- 30 settembre - Tommaso Lauri, politico italiano (n. 1818)

## Ottobre(22)
- 2 ottobre - Algernon Seymour, XIV duca di Somerset, nobile britannico (n. 1813)
- 4 ottobre - John Chivington, militare e religioso statunitense (n. 1821)
- 5 ottobre - Vincenzo Botta, politico e scrittore italiano (n. 1818)
- 5 ottobre - Giacomo Segre, militare italiano (n. 1839)
- 7 ottobre - Oliver Wendell Holmes, medico, insegnante e scrittore statunitense (n. 1809)
- 8 ottobre - Michael Joseph Rossbach, farmacologo tedesco (n. 1842)
- 9 ottobre - Henry Grey, III conte Grey, politico inglese (n. 1802)
- 10 ottobre - Nicola Amore, avvocato e politico italiano (n. 1828)
- 10 ottobre - John Dugdale Astley, politico, militare e dirigente sportivo britannico (n. 1828)
- 16 ottobre - August Wilhelm von Babo, enologo austriaco (n. 1827)
- 16 ottobre - Rocco Larussa, scultore italiano (n. 1825)
- 17 ottobre - Ludwig von Henk, ammiraglio e politico tedesco (n. 1820)
- 19 ottobre - Carlos Holguín Mallarino, politico colombiano (n. 1832)
- 19 ottobre - Felix von Schumacher, generale svizzero (n. 1814)
- 20 ottobre - Massimiliano Magatti, avvocato e politico svizzero (n. 1821)
- 20 ottobre - Ludwig Mauthner, oculista austriaco (n. 1840)
- 22 ottobre - Philipp Bertkau, zoologo e aracnologo tedesco (n. 1849)
- 22 ottobre - Martha Needle, serial killer australiana (n. 1863)
- 23 ottobre - Francesco Gasco, politico e naturalista italiano (n. 1842)
- 24 ottobre - Gheorghe Tattarescu, pittore rumeno (n. 1818)
- 24 ottobre - Cirilo Villaverde, scrittore cubano (n. 1812)
- 28 ottobre - Rudolf Hildebrand, germanista tedesco (n. 1824)

## Novembre(28)
- 1º novembre - Alessandro III di Russia, sovrano russo (n. 1845)
- 2 novembre - Thomas Cave, politico inglese (n. 1825)
- 2 novembre - Nicola Pavese, politico italiano (n. 1808)
- 2 novembre - Rosina Penco, soprano italiano (n. 1823)
- 5 novembre - Pierre Étienne Simon Duchartre, botanico francese (n. 1811)
- 5 novembre - Cesare Studiati, medico e politico italiano (n. 1821)
- 8 novembre - Louis Figuier, scrittore e divulgatore scientifico francese (n. 1819)
- 8 novembre - King Kelly, giocatore di baseball e allenatore di baseball statunitense (n. 1857)
- 11 novembre - Henri-Jacques Espérandieu, architetto francese (n. 1829)
- 12 novembre - James Hood Wright, banchiere, dirigente d'azienda e imprenditore statunitense (n. 1836)
- 13 novembre - Agostina Pietrantoni, religiosa italiana (n. 1864)
- 14 novembre - Pietro Spangaro, militare, patriota e ufficiale italiano (n. 1813)
- 15 novembre - Charles Maljournal, operaio e militare francese (n. 1841)
- 18 novembre - Giorgio Pellizzari, anatomista italiano (n. 1814)
- 20 novembre - Carlo Augusto di Sassonia-Weimar-Eisenach, principe tedesco (n. 1844)
- 20 novembre - Anton Grigor'evič Rubinštejn, compositore e pianista russo (n. 1829)
- 21 novembre - Sansone D'Ancona, politico italiano (n. 1814)
- 21 novembre - Ippolito Ragghianti, violinista italiano (n. 1865)
- 23 novembre - Claudio Jannet, avvocato, scrittore e saggista francese (n. 1844)
- 26 novembre - Joaquín García Icazbalceta, filologo e storico messicano (n. 1824)
- 27 novembre - Johanna von Puttkamer, nobile tedesca (n. 1824)
- 28 novembre - Charles Thomas Newton, archeologo britannico (n. 1816)
- 29 novembre - Zeferino González y Díaz Tuñón, cardinale e arcivescovo cattolico spagnolo (n. 1821)
- 29 novembre - Archie Hunter, calciatore scozzese (n. 1859)
- 29 novembre - Juan N. Méndez, politico messicano (n. 1820)
- 30 novembre - Joseph E. Brown, politico statunitense (n. 1821)
- 30 novembre - Svend Foyn, filantropo norvegese (n. 1809)
- 30 novembre - Giuseppe Grandi, scultore, pittore e incisore--> italiano (n. 1843)

## Dicembre(33)
- 3 dicembre - Francis Buchanan White, botanico e entomologo scozzese (n. 1842)
- 3 dicembre - Antonio Mantovani, patriota italiano (n. 1838)
- 3 dicembre - Achille Mapelli, patriota, avvocato e politico italiano (n. 1840)
- 3 dicembre - Robert Louis Stevenson, scrittore, drammaturgo e poeta scozzese (n. 1850)
- 3 dicembre - Luigi de Crecchio, politico italiano (n. 1832)
- 5 dicembre - Fiele, condottiero nativo americano
- 6 dicembre - Johann Georg Euler, imprenditore, politico e mecenate svizzero (n. 1815)
- 7 dicembre - Ulrich Geisser, banchiere svizzero (n. 1824)
- 7 dicembre - Ferdinand de Lesseps, diplomatico e imprenditore francese (n. 1805)
- 7 dicembre - Sofie Ribbing, pittrice svedese (n. 1835)
- 8 dicembre - Giuseppe Basini, politico italiano (n. 1832)
- 8 dicembre - Pafnutij L'vovič Čebyšëv, matematico e statistico russo (n. 1821)
- 11 dicembre - Jean-François Gigoux, pittore e litografo francese (n. 1806)
- 12 dicembre - John Thompson, politico canadese (n. 1845)
- 13 dicembre - Francesco Denza, religioso, meteorologo e astronomo italiano (n. 1834)
- 13 dicembre - Friedrich Adalbert Maximilian Kuhn, botanico tedesco (n. 1842)
- 13 dicembre - Juan León Mera, scrittore, politico e pittore ecuadoriano (n. 1832)
- 13 dicembre - Sarah Parker Remond, attivista e medico statunitense (n. 1826)
- 13 dicembre - John Xantus de Vesey, etnologo, naturalista e zoologo ungherese (n. 1825)
- 14 dicembre - Giuseppe Testa, medico italiano (n. 1819)
- 17 dicembre - Pompeo Marino Molmenti, pittore italiano (n. 1819)
- 17 dicembre - Melchiorre Voli, politico italiano (n. 1842)
- 18 dicembre - Quirico Filopanti, politico, astronomo e matematico italiano (n. 1812)
- 24 dicembre - Frances Mary Buss, educatrice britannica (n. 1827)
- 24 dicembre - Emanuele Alberto Guerrieri di Mirafiori, conte (n. 1851)
- 27 dicembre - Francesco II delle Due Sicilie, re (n. 1836)
- 28 dicembre - Chamaraja Wodeyar, principe indiano (n. 1863)
- 28 dicembre - Caterina Volpicelli, religiosa italiana (n. 1839)
- 29 dicembre - Christina Rossetti, poetessa britannica (n. 1830)
- 30 dicembre - Amelia Bloomer, attivista statunitense (n. 1818)
- 31 dicembre - Tommaso Malagodi, patriota italiano (n. 1826)
- 31 dicembre - Gesualda Malenchini, patriota, educatrice e filantropa italiana (n. 1809)
- 31 dicembre - Thomas Joannes Stieltjes, matematico olandese (n. 1856)

## Senza giorno specificato(44)
- Alfonso Andreozzi, giornalista, avvocato e orientalista italiano (n. 1821)
- Charles Burton Barber, pittore inglese (n. 1845)
- Gillis Bildt, nobile e politico svedese (n. 1820)
- Teodoro Bonanni d'Ocre, nobile e politico italiano (n. 1815)
- Luigi Guglielmo Carletti, militare italiano (n. 1844)
- Bankim Chandra Chatterji, scrittore indiano (n. 1838)
- Achille de Lauzières, librettista, giornalista e traduttore italiano (n. 1818)
- Nicola Della Casa, imprenditore e politico svizzero (n. 1843)
- José Eugenio Ellauri, avvocato e politico uruguaiano (n. 1834)
- Nicolas Flobert, inventore francese (n. 1819)
- Luigi Fontana, architetto svizzero (n. 1824)
- Giovanni Antonio Emanueli, scultore italiano (n. 1816)
- Giovannina Lucca, editrice italiana (n. 1810)
- Ferdinand Heine, naturalista tedesco (n. 1809)
- Johanna Wagner, soprano tedesca (n. 1828)
- Allel Bou Korso, militare algerino (n. 1828)
- August Kundt, fisico tedesco (n. 1838)
- Lobengula, re (n. 1845)
- Giovanni Lombardo Calamia, pittore italiano (n. 1849)
- Jules Germain François Maisonneuve, medico francese (n. 1809)
- Eugenio Maroni Biroldi, organaro italiano (n. 1822)
- Luigi Martini, avvocato e politico italiano (n. 1838)
- Giuseppe Merzario, patriota, politico e letterato italiano (n. 1825)
- Daniele Morchio, geografo italiano (n. 1824)
- Henry Morley, letterato britannico (n. 1822)
- Henri Mortier, operaio francese (n. 1843)
- Tulio Moy, pittore italiano (n. 1856)
- Antonio Muzzi, pittore italiano (n. 1815)
- Karl Wilhelm Ludwig Müller, grecista tedesco (n. 1813)
- Giovanni Nuvolari, patriota italiano (n. 1805)
- Marc Athanase Parfait Œillet Des Murs, ornitologo francese (n. 1804)
- Domenico Palazzotto senior, medico italiano (n. 1832)
- David Payne, pittore scozzese (n. 1843)
- Luigi Pezzana, attore teatrale italiano (n. 1814)
- Carl Ploug, scrittore danese (n. 1813)
- Nathanael Pringsheim, botanico tedesco (n. 1823)
- Riccardo di Castelvecchio, commediografo italiano (n. 1814)
- Felice Riccò, artigiano e fotografo italiano (n. 1817)
- Joseph Schröter, micologo e medico tedesco (n. 1837)
- Almerindo Spadetta, librettista italiano
- Teofane il Recluso, monaco cristiano russo (n. 1815)
- Moritz Traube, fisiologo tedesco (n. 1826)
- Angelo Volpe, pittore italiano (n. 1838)
- Carl Werner, pittore tedesco (n. 1808)